# Kodomo (musicien)
Pour l’article homonyme, voir Kodomo.
Chris Child, connu sous son nom de scène Kodomo, est un DJ et compositeur de musique électronique américain de downtempo et de musique expérimentale électronique basé à New York.
Il a sorti deux albums et compose également pour d'autres artistes ainsi que pour des programmes de télévision ou de radio et a été nommé aux Emmy Awards à quatre reprises.

## Biographie
« Kodomo » (子供) est un mot japonais signifiant « enfant », à la fois une référence à son nom de famille et au fait qu'il ait grandi au Japon.
Il est surtout connu sous son pseudonyme pour son travail sur les jeux vidéo Rock Band, Amplitude et Frequency, développés par Harmonix Music Systems, ainsi que pour le jeu d'iPod, Phase, avec son titre Spira Mirabilis.
Il a également réalisé des remixes pour Freezepop, Omar Faruk Tekbilek, The Planets Won’t Let You Sleep Tonight et Symbion Project (en), ou encore Dead Radar, Xandy Barry, et Sara Fimm.
Il a par ailleurs composé la musique de différents spots de télévision,, de films indépendants dont le documentaire Silences d'Octavio Graham ainsi que pour des programmes de télévision de CBS et ABC, notamment.
Il a été nommé 4 fois aux Emmy Awards (2008, 2010, 2012 et 2014) pour la même catégorie : « Outstanding Achievement in Music Direction and Composition for a Drama Series ».

### Still Life
Le premier album de Kodomo, Still Life sort le 7 octobre 2008 sur le label 5 Points Records. Il inclut 9 pistes, toutes appelées Concept, et une piste bonus, Spira Mirablis. Le concept de cet album naît d'une série de photographies, chacune servant de base pour sa création musicale : il explore comme des images de paysages ou de gens peuvent évoquer des idées musicales, avec des rythmes, des accords et des textures de son différentes. Ces photos ont été prises en Italie, en Chine, au Japon, en Suisse et aux États-Unis, et sont incluses dans le livret d'une édition spéciale de ce premier album.
La musique expérimente autour du downtempo et de l'IDM.

### Frozen in motion
Son deuxième album, Frozen in motion, sort le 21 juin 2011 en seulement 500 exemplaires, l'album étant téléchargeable sur différents supports sur Internet.
Ce deuxième album conserve les origines downtempo et IDM de son auteur, mais se diversifie un peu plus en explorant la musique ambient.

## Influences
Quand Chris Child évoque son travail, il dit qu'il est « intéressé par explorer comment des médias non musicaux tels que des images, des objets, des paysages, la science ou la météo peuvent être utilisés comme du matériel conceptuel pour l'exploration musicale. La plupart de ma musique est motivée par des lieux et des expériences ».
Ses influences musicales couvrent un large spectre d'artistes très différents, de Brian Eno et Erik Satie à DJ Shadow et Kraftwerk en passant par Jean-Sébastien Bach et Cabaret Voltaire.

## Style
Avec des samples remixés et son penchant pour le minimalisme et la musique de film, il explore une forme de musique électronique impressionniste qui fait cohabiter des sons chaleureux, des développements mélodiques et des beats pulsés au travers de genres tels que le downtempo, l'IDM et la musique ambient.

## Discographie

### Albums
- | Still Life (5 Points Records, 2008 ) [ 10 ] Concept 15 Concept 11 Concept 3 Concept 1 (guitare : David Nichtern) Concept 13 Concept 16 Concept 10 Concept 8 Concept 9 (violoncelle : Dan Cho) Spira Mirabilis (Bonus Track) Video 1 : Concept 11 (réalisé par Aaron Munson) Video 2 : Concept 8 (réalisé par Meri Collazos) |

- | Frozen In Motion (Kodomo, 2011 ) [ 11 ] Hajime Decoder Drift S Equals Zero Collide Everything That Comes From The Sea Gate 5A September Sun Three Cycles Disappearing Light Frozen In Motion Symmetry Unwinding |

- | Patterns & Light (Kodomo, 2014 ) Overture Impromptu Time Lapse 1 Red Giant Mind Like A Diamond Orange Ocean Blue Shifter Infinity Divided Time Lapse 2 Holographic Endless Waves |

- | Three Spheres (Foil Imprints, 2011 ) Rise Up Lights Heat Death Spinfoam Pink Clouds Invisible Lines Anniversary A Meditation On Anxiety Continuum Radio Bursts Slow Burn A Brief Light Through The Window |

### Singles
- Spira Mirabilis[13] (2007)
- Concept 11[14] (2008)
- Decoder (2011)
- Mind Like a Diamond (2014)

### EPs
- | Concept 11 Digital EP (5 Points Records, 2008 ) [ 15 ] Concept 11 (Lumia Remix) Concept 11 (Jordan Lieb Remix) Concept 11 (Superdrive Remix) Concept 11 (Compound Remix) Concept 11 (Taylor Deupree Remix) Concept 11 (Original) |

### Remixes
- Freezepop - Fashion Impression Function (2001)
- Freezepop - Hi-Five My Remix (2003)
- Freezepop - Maxi Ultra•Fresh (2004)
- Freezepop - Fashion Impression Function (2007 Re-Release)[5]
- Emilia Sosa - Rhythm of Life Remixes (2007)

### Compilations
- OM Yoga Mix 2 (2008)

## Kodomo sur d'autres œuvres
Sa musique apparaît sur des épisodes de la série Les Experts (CBS) et sur le programme All Things Considered de la radio publique américaine NPR.